# Stubickové z Königsteinu

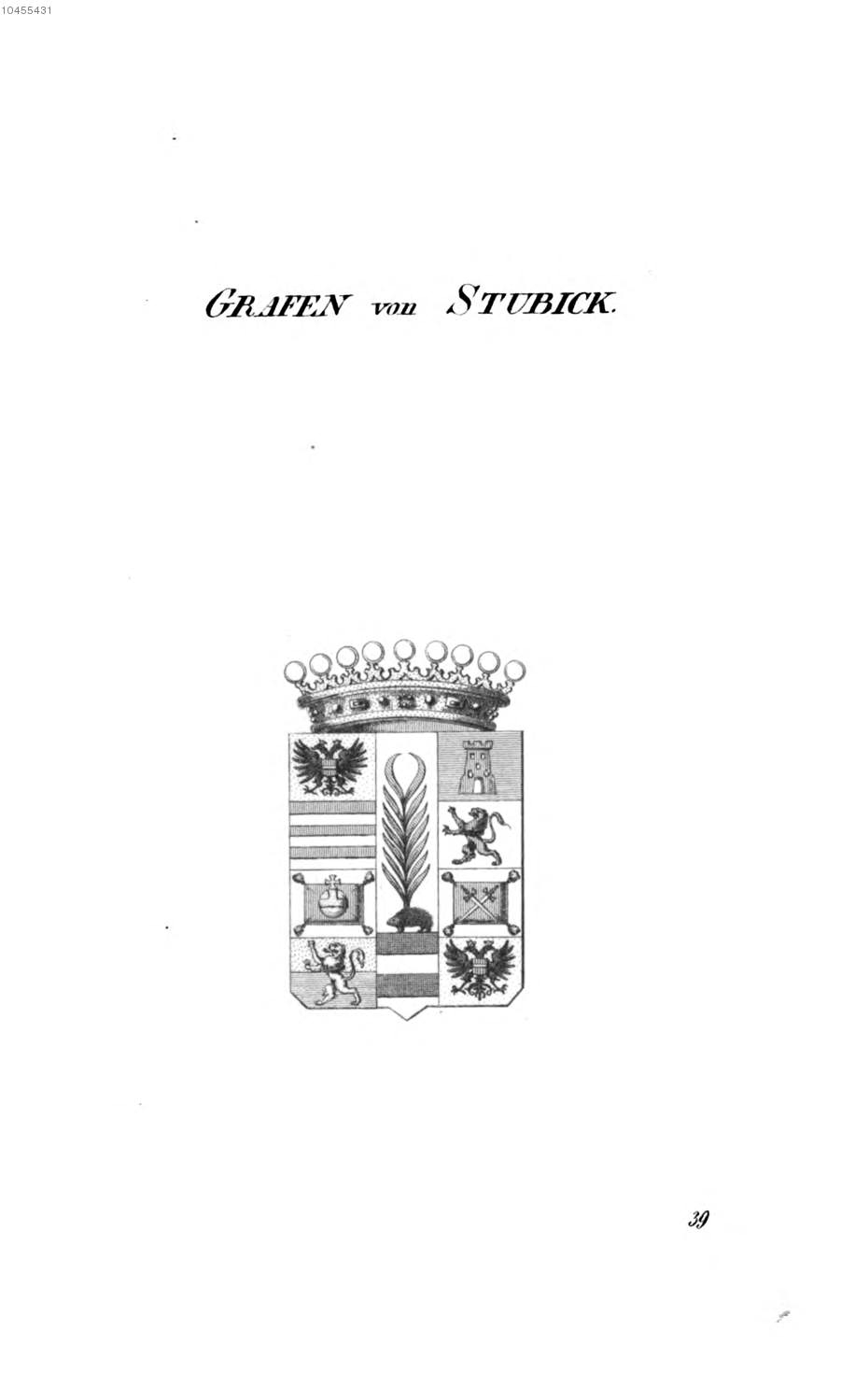
Hraběcí erb Stubicků z Königsteinu kolem poloviny 19. století, podle K. Tyroffa

Stubickové z Königsteinu, také Stubeckové z Königsteinu nebo Štubíkové z Königštejna byl český šlechtický rod původem z Jihlavy, kde se jako první člen připomíná v 16. století měšťan Johann Stubick. Čtyři bratři: lékárník Johann, Lorenz, Gregor a Mathias obdrželi roku 1562 erb. Mathiasovi synové Georg, Fridrich, Tobias a Samuel si roku 1606 rozdělili zděděné statky, Georg obdržel Úsobí s vesnicemi v okolí, Fridrich Zbilidy u Jihlavy, Tobias Ústí, které prodal a usadil se ve Vídni.  Mathias mladší a jeho bratři byli v roce 1614 povýšeni do rytířského stavu a roku 1620 obdrželi predikát z Königsteinu. Mathiasův podpis z roku 1636 se dochoval v Albu přátel Burcharda Grossmanna v Nizozemské královské knihovně v Amsterdamu. Dosvědčuje, že tam Mathias pobýval. Mathiasův syn Johann Christian († 1712) byl roku 1659 povýšen do uherského stavu svobodných pánů a v roce  1672 obdržel český inkolát, užíval hraběcí titul a na počátku 18. století zastával dvorský úřad rady České komory. Byl dvakrát ženat, Jeho potomci tří generací žili v Čechách, na Moravě i ve Slezsku. Karel Leopold (1824-1909) se narodil ve Znojmě, byl úředníkem železnice a rod jím po meči vymřel.

## Sídla
- Mathias v letech 1601–1619 držel zámek Větrný Jeníkov. Rod užíval predikát v německé verzi "von Windigen Jenickau" ještě v 18. století.
- Starý zámek v Jirnech vyženil Johann Christian prvním sňatkem s Rosinou z Gräfenburka († 1698) a po její smrti jej prodal.[3]
- Johann Christian  užíval Vlastějovice u Ledče nad Sázavou. Od roku 1689 bydlel v Praze na Starém Městě v domě čp. 627/I v Masné ulici 7.[4].
- V kostele sv. Tomáše v Praze na Malé Straně se dochovala hrobka s hraběcím erbem a letopočtem 1678.
- V 19. století Stubickové drželi statky ve Lhotce u Sušice, ve Slezsku v Bohumíně (Oderberg) a v Bytomi (Beuthen).

## Erby a podpis
Stubickové měli původně v erbu paži držící ratolest (1678). Hraběcí erb byl čtvrcený s rozkřídleným polovičním orlem v 1. a 4. poli, ve 2. a 3. poli svislé červené a bílé pruhy a v klenotu helm, z něhož vyrůstala poloviční figura muže s ratolestí v levé ruce a s holí v pravici. Později se ratolesti přesunuly do kůlu. 

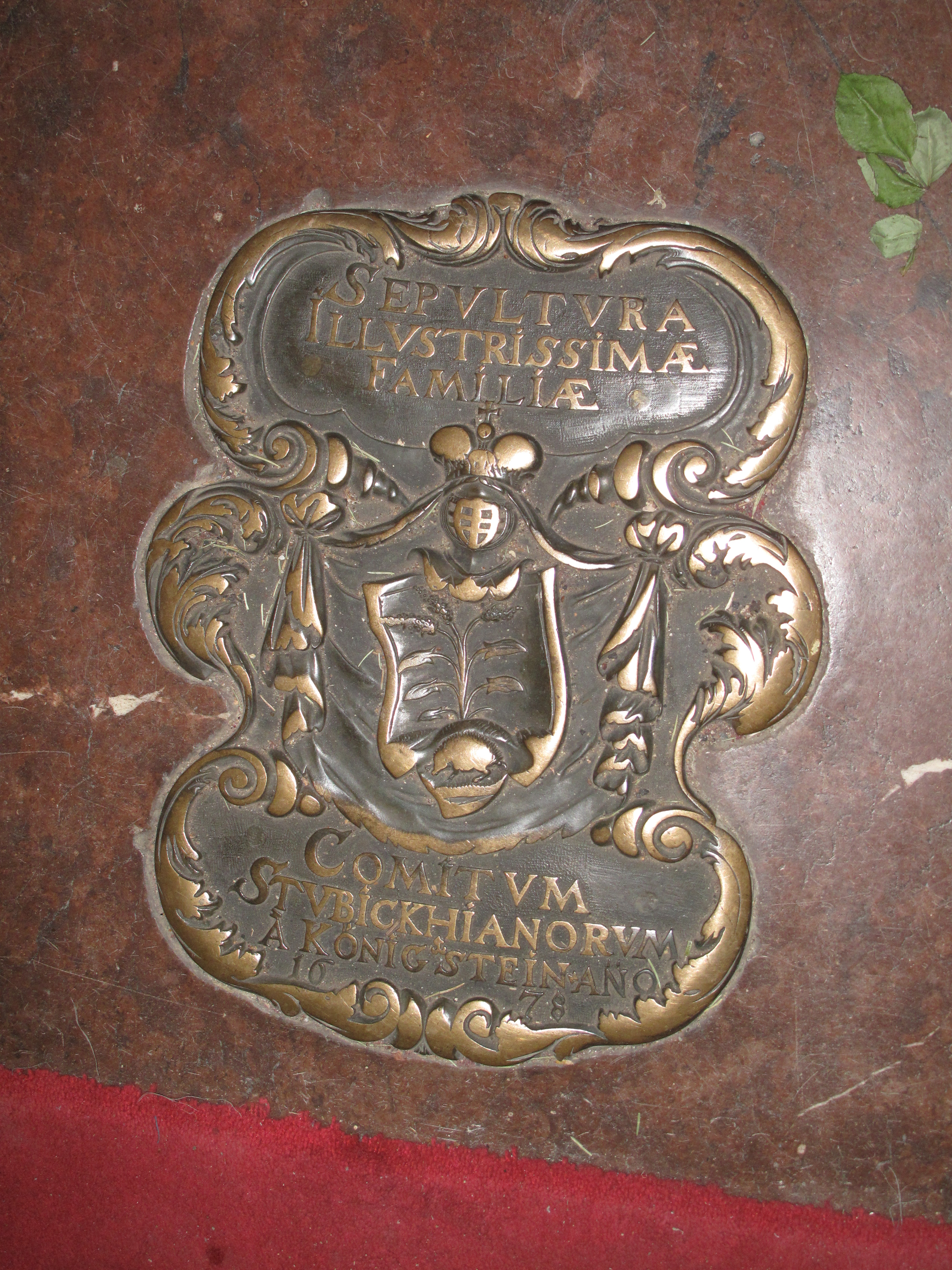
Hrobka Stubicků z Königsteinu u sv. Tomáše v Praze (1678)
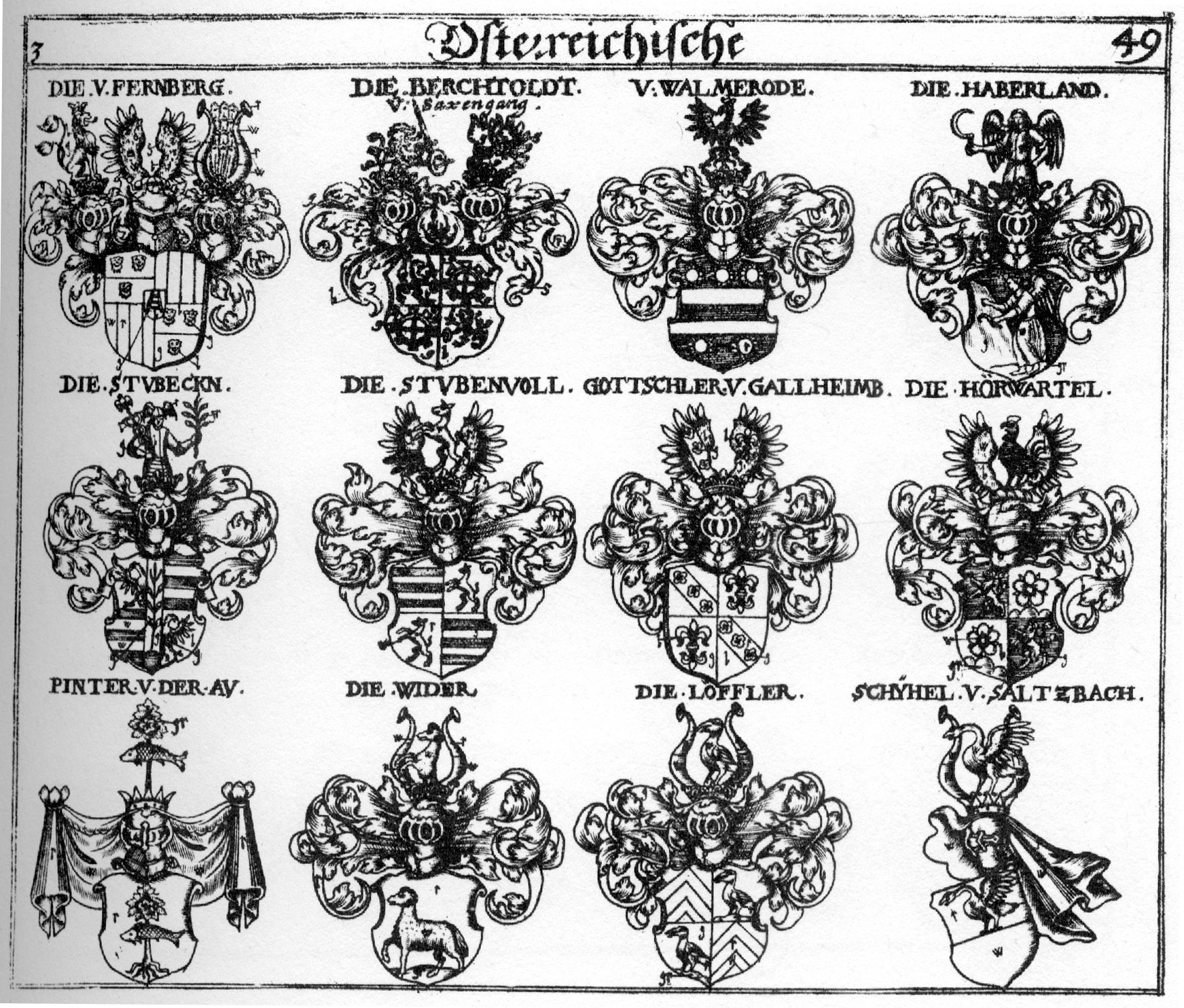
Erb Stubicků z Königsteinu v Siebmacherově Lexikonu rakouské šlechty z let 1701-1705
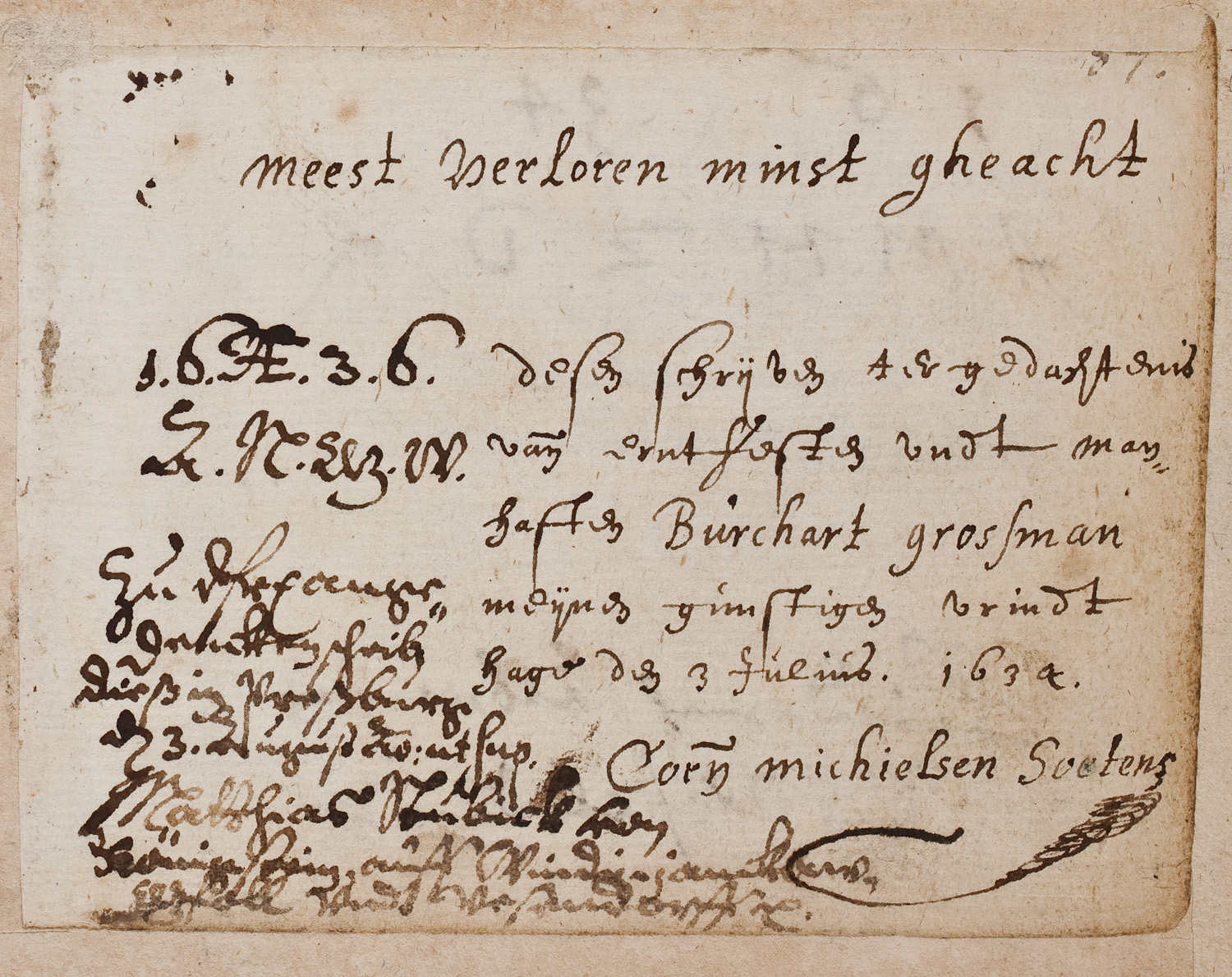
Podpis Mathiase Stubicka z roku 1636 v Albu přátel Burcharda Grossmanna